# Цркве у Мушутишту
Цркве у Мушутишту којих је било укупно 11, у културно- историјском и верском погледу представљају вековима уназад јако Православно упориште српског народа на Косову и Метохији, које пружа мноштво драгоцених података, које превазилазе национални значај, јер објашњавају појаве из прошлости и културе Срба и других Словена, све до насилног запоседања територије од стране албанских сепаратиста, који су знатан број ових светиња оскрнавили, оштетили и порушили.

## Општи подаци
Мушутиште је било село са 188 српских кућа на Косову и Метохији. Село је размештено на око десетак километара југоисточно од Суве Реке, испод планине Пресла, у њеној долини, и на валовитом и брдовитом терену.
У историјским изворима Мушутиште се помиње почетком 14. века, тачније 1315. године, када се сматрало једним од највећих села на Косову и Метохији. Познато је да је Стефан Урош IV Душан Немањић (1308-1355), 1348. године, заједно са црквом Свете Богородице Одигитрије и црква Светог Симеона, дарован његовој задужбини, манастиру Светог Архангела код Призрена.
О значају овог села током владавине последњих владара из династије Немањића сведоче бројни остаци сакралне архитектуре, неколико цркава изграђених у Мушутишту и околини, од којих је најстарија била посвећена Богородици Одигитрији.
Осам махала колико има село: Горњу, Доњу, Ковачеву, Битићеву, Рамићеву, Пашину, Мицићеву и Драгићеву маáлу, опслуживало је у духовном погледу кроз векове православне вернике 11 православних цркава, два црквишта од којих су неке биле под заштитом Републике Србије

## Списак манстири цркаве црквишта и гробаља
| Ред. бр. | Назив                         | Локација                                                      | Пос. лист Кат парцела                                      | Стање објекта |
| -------- | ----------------------------- | ------------------------------------------------------------- | ---------------------------------------------------------- | --- |
| 1        | Манастир Свете Тројице        | Пропланак на планини Русеница                                 | - Пос. Лист бр.139 К. О. Мушутиште - Кат. Пар. Број 2437   | У јуну 1999, пре доласка немачке дивизије КФОР-а у рејон манастира, прво у јуну 1999. манастирска црква је опљачкана, а потом 10. јула 1999. подметањем експлозива, од стране Албанаца, потпуно уништена. Ватра је након експлозије захватила и све зграде у манастирској порти у којима су уништени и сви древни рукописи и иконе, које су ту чуване. |
| 2        | Црква Богородице Одигитрије   | Црквена махала                                                | - Пос. Лист бр.139 К. О. Мушутиште, - кат. Пар. Број 3080  | После повлачења југословенских снага безбедности, исељавања локалних Срба и доласка немачких снага КФОР-а, црква Богородице Одигитрије је опљачкана и оскрнављена од стране локалних Албанаца. Свештеникова кућа и парохијски дом су опљачкани и запаљени, а црква је дигнута у ваздух и спаљена, а запаљени су и стари борови који су се налазили у црквеној порти. |
| 3        | Црква Светог Архангела        | Црквена махала                                                | - Пос. Лист бр.139 К. О. Мушутиште, - Кат. Пар. Број 2632  | Црква је спаљен и делимично срушена након доласка немачких снага КФОР-а. |
| 4        | Црква Светог Атанасија        | Црквена махала                                                |                                                            | |
| 5        | Црква Светог Николе           | Црквена махала                                                | - Пос. Лист бр.139 К. О. Мушутиште, - кат. Пар. Број 2594) | |
| 6        | Црква Светог Николе           | Горња махала                                                  | - Пос. Лист бр.139 К. О. Мушутиште, - Кат. Пар. Број 3007) | |
| 7        | Остаци цркве Светог Симеона   | Горња махала                                                  | - Пос. Лист бр.139 К. О. Мушутиште, - Кат. Пар. Број 387)  | |
| 8        | Цркве Светог Ђорђа            | Испод села Мијовац                                            |                                                            | |
| 9        | Црква Светог Спаса            | Мецићева махала                                               | - Пос. Лист бр.139 К. О. Мушутиште, - Кат. Пар. Број 2442  | |
| 10       | Црква Свете Петке             | Око 1 km северозападно од села Мушутиште на пољу званом Макиш | - Пос. Лист бр.139 К. О. Мушутиште, - Кат. Пар. Број 589   | Црква је опљачкан, оскрнављен и запаљена по доласку немачких снага КФОР-а 1999. године. |
| 11       | Нестала и непозната црква     | На месту „Царевац“                                            |                                                            | |
| 12       | Испоснице: Матос или Русеница |                                                               | Високо у планини изнад Мушутишта у Русеничкој гори         | Ове испоснице познате и као Матоске пећине-испоснице, код села Мушутишта, којих у литицама стена високим преко 60 метара, има осам. Оне у луку у пет-шест редова пењу се једна изнад друге, међусобно повезане степеништима клесаним непосредно у стенама. Ово је један од најважнијих и најмање истражених делова мушутишког верско-историјског комплекса Русеничке Горе, неке врсте српске Свете Горе. Налазе се у изворишном делу Матоског Потока који са северних планина Русенице слива у село Мушутиште. Утврђено је да је с пролеће 1995. године, група српских младића из Црквене махале у селу Мушутиште, успела да се узпентра до Матоских испосница, и уништи део затечених артефаката. |

Код цркве Светог Атанасије постоји врло старо гробље. У њему се сахрањивало до пре 150 година. Постоји још једно старо гробље које је такође напуштено око 1950. године. Данас се у Мушутишту сахрањују у заједничком гробљу код црква Свете Богородице.

## Девастирање светиња у Мушутишту
Систематско уништавање културне баштине на простору Мушутишта, извршили су припадници ОВК након повлачења снага СРЈ и доласка КФОР-а 1999. године.
Ослободилачка војска Косова, својим терористичким активностима избрисала је са лица земље, између осталог, неколико јединствених средњовековних бисера српске свете архитектуре у Мушутишту и његовој околини.